# Oak Hill (Tennessee)
Oak Hill – miasto w Stanach Zjednoczonych, w stanie Tennessee, w hrabstwie Davidson.